# Пропала грамота (поетичний гурт)
«Пропала грамота» — літературне угрупування трьох київських поетів: Юрка Позаяка, Віктора Недоступа та Семена Либоня. Існувало в кінці 80-х — на початку 90-х рр. «Пропала грамота» була заявлена як авангардний проєкт. У 1991 р. вийшла книга з однойменною назвою. Книга «пропалограмотіїв» мала великий успіх і резонанс.
Група «Пропала грамота» об'єднала київських поетів — Юрка Позаяка, Семена Либонь і Віктора Недоступа. У 1991 р. вийшов збірник цієї групи під такою ж назвою. У самій назві групи — досить промовиста вказівка на гоголівську традицію відтворення дійсності. Річ у тому, що творчість поетів цього угруповання розвивається в іронічному бурлескно-травестійному стилі. Вони широко застосовують рольову лірику, де герої — хіпі, бомжі, студенти, просто люди, які не сприймають радянських правопорядків і скептично ставляться до перебудови. У поезії цієї групи переважають урбаністичні мотиви, вона сповнена іронії, навіть є карикатурною, бо створюється враження, що тексти написані не поетами, а смішними арлекінами, блазнями, які ховаються за масками та ще й виступають під кумедними прізвиськами. Головне для авторів угруповання — цілковите перевтілення у своїх персонажів. Цією творчою настановою пояснюється той факт, що всі автори працюють під літературними масками.